# Solitary Ground
Solitary Ground este primul single al formației de origine olandeză, Epica, extras de pe albumul Consign to Oblivion.

## Lista melodiilor
1. "Solitary Ground" (soundtrack version)
2. "Solitary Ground" (remix)
3. "Mother of Light" (no grunt version)
4. "Palladium" (previously unreleased track)